# Sounds of the Season: The Taylor Swift Holiday Collection
Sounds of the Season: The Taylor Swift Holiday Collection è il primo EP della cantante statunitense Taylor Swift, pubblicato il 14 ottobre 2007 dalla Big Machine Records.

## Accoglienza
L'EP ha ricevuto in generale critiche positive. Craig Shelburne di Country Music Television ha affermato che "grazie a questa star adolescente, una nuova generazione di ragazze sensibili potrebbe apprezzare la malinconica ma melodiosa Last Christmas. Taylor ha inoltre incluso nell'EP due canzoni sue." Secondo Dan Maclntosh di Country Standard Time, "Taylor Swift è una brava cantante, che trova dei bei modi per includere emozioni sincere quando canta."

## Tracce
1. Last Christmas – 3:30 (George Michael)
2. Christmases When You Were Mine – 3:06 (Taylor Swift, Liz Rose, Nathan Chapman)
3. Santa Baby – 2:41 (Joan Javits, Philip Springer, Tony Springer)
4. Silent Night – 3:32 (Josef Mohr, Franz Xaver Gruber)
5. Christmas Must Be Something More – 3:52 (Taylor Swift)
6. White Christmas – 2:34 (Irving Berlin)

## Successo commerciale
Nella settimana dell'8 dicembre 2007 Sounds of the Season: The Taylor Swift Holiday Collection è entrato alla posizione #88 della Billboard 200. La settimana successiva, sempre sulla stessa classifica, è salito di 42 posizioni alla #46. Nel 2009, in seguito alla sua ripubblicazione, Sounds of the Season: The Taylor Swift Holiday Collection è rientrato nella Billboard 200 alla posizione #20, la sua massima attuale, ed estendendo le sue settimane totali in classifica a 24. Mentre nel 2007 è arrivato alla diciottesima posizione della classifica degli album country e alla ventiduesima di quella degli album natalizi, nel 2009 ha raggiunto la quattordicesima posizione in entrambe le classifiche.

## Classifiche

### Classifiche settimanali
| Classifica (2009) | Posizione massima |
| ----------------- | ----------------- |
| Stati Uniti       | 20                |

### Classifiche di fine anno
| Classifica di fine anno (2010) | Posizione |
| ------------------------------ | --------- |
| Stati Uniti                    | 70        |
| Classifica di fine anno (2011) | Posizione |
| Stati Uniti                    | 193       |